# Pellenes purcelli
Pellenes purcelli là một loài nhện trong họ Salticidae.
Loài này thuộc chi Pellenes. Pellenes purcelli được Roger de Lessert miêu tả năm 1915.